# Llista de topònims de Rià i Cirac
Llista de topònims (noms propis de lloc) de Rià i Cirac (Conflent).
Informació actualitzada per un bot. Els canvis manuals es perdran quan s'actualitzi!

## capella
| imatge | Nom                  | Ubicat a    | instància de | Detalls | coordenades                                                         | Protecció | Commons (més fotos)             | Dades a WD                    |
| ------ | -------------------- | ----------- | ------------ | ------- | ------------------------------------------------------------------- | --------- | ------------------------------- | ----------------------------- |
|        | Sant Antoni de Rià   | Rià i Cirac | capella      |         | 42° 36′ 26″ N, 2° 23′ 53″ E / 42.607197°N,2.398172°E Rià            |           | Capella de Sant Antoni de Rià   | Modifica les dades a Wikidata |
|        | Sant Sebastià de Rià | Rià i Cirac | capella      |         | 42° 36′ 38″ N, 2° 23′ 47″ E / 42.61069167°N,2.39649167°E 383.9 msnm |           | Chapelle Saint-Sébastien de Ria | Modifica les dades a Wikidata |

## cova
| imatge | Nom            | Ubicat a    | instància de | Detalls | coordenades                                            | Protecció | Commons (més fotos) | Dades a WD                    |
| ------ | -------------- | ----------- | ------------ | ------- | ------------------------------------------------------ | --------- | ------------------- | ----------------------------- |
|        | cova de Cirac  | Rià i Cirac | cova         |         | 42° 35′ 55″ N, 2° 24′ 19″ E / 42.5986351°N,2.4052048°E |           | Grotte de Sirach    | Modifica les dades a Wikidata |
|        | xarxa Lacambre | Rià i Cirac | cova         |         | 42° 36′ 00″ N, 2° 22′ 57″ E / 42.6°N,2.3825°E          |           |                     | Modifica les dades a Wikidata |

## dolmen
| imatge | Nom                              | Ubicat a    | instància de | Detalls | coordenades                                                                | Protecció | Commons (més fotos) | Dades a WD                    |
| ------ | -------------------------------- | ----------- | ------------ | ------- | -------------------------------------------------------------------------- | --------- | ------------------- | ----------------------------- |
|        | Dolmen 1 de la Font de l'Aram    | Rià i Cirac | dolmen       |         | 42° 37′ 52″ N, 2° 21′ 49″ E / 42.631027777778°N,2.3635555555556°E 946 msnm |           |                     | Modifica les dades a Wikidata |
|        | Dolmen 1 del Montsec             | Rià i Cirac | dolmen       |         | 42° 37′ 23″ N, 2° 23′ 02″ E / 42.623166666667°N,2.3837777777778°E 756 msnm |           |                     | Modifica les dades a Wikidata |
|        | Dolmen 1 del Roc de l'Home Mort  | Rià i Cirac | dolmen       |         | 42° 37′ 50″ N, 2° 21′ 34″ E / 42.630694444444°N,2.3593888888889°E 940 msnm |           |                     | Modifica les dades a Wikidata |
|        | Dolmen del Prat Clos             | Rià i Cirac | dolmen       |         | 42° 37′ 36″ N, 2° 22′ 43″ E / 42.626638888889°N,2.3785277777778°E 800 msnm |           |                     | Modifica les dades a Wikidata |
|        | dolmen de Roc de l'Home Mort III | Rià i Cirac | dolmen       |         | No/unknown value                                                           |           |                     | Modifica les dades a Wikidata |
|        | dolmen del Montsec II            | Rià i Cirac | dolmen       |         | No/unknown value                                                           |           |                     | Modifica les dades a Wikidata |

## església
| imatge | Nom                       | Ubicat a    | instància de          | Detalls                                                                                               | coordenades                                                                       | Protecció                     | Commons (més fotos)                | Dades a WD                    |
| ------ | ------------------------- | ----------- | --------------------- | --- | --------------------------------------------------------------------------------- | ----------------------------- | ---------------------------------- | ----------------------------- |
|        | Sant Climent de Cirac     | Rià i Cirac | església Ús: església | Estil: art romànic Anomenat per: Climent I                                                            | 42° 36′ 19″ N, 2° 24′ 10″ E / 42.6054°N,2.4029°E 449 msnm                         | monument històric inventariat | Église Saint-Clément de Sirach     | Modifica les dades a Wikidata |
|        | Sant Cristòfol de Llúgols | Rià i Cirac | església Ús: església | Estil: arquitectura romànica Anomenat per: Sant Cristòfor de Lícia Dedicat a: Sant Cristòfor de Lícia | 42° 37′ 14″ N, 2° 22′ 35″ E / 42.6206°N,2.37647°E 729.3 msnm                      |                               | Église Saint-Christophe de Llugols | Modifica les dades a Wikidata |
|        | Sant Sadurní d'Eroles     | Rià i Cirac | església Ús: església | Estil: arquitectura romànica Estat: ruïnós Dedicat a: Sadurní de Tolosa                               | 42° 37′ 17″ N, 2° 22′ 23″ E / 42.62138888888889°N,2.3729444444444443°E 790.9 msnm |                               | Église Saint-Sernin d'Eroles       | Modifica les dades a Wikidata |
|        | Sant Vicenç de Rià        | Rià i Cirac | església              | Dedicat a: Vicenç d'Osca                                                                              | 42° 36′ 32″ N, 2° 24′ 00″ E / 42.6089°N,2.4001°E 380.3 msnm                       | monument històric inventariat | Église Saint-Vincent de Ria        | Modifica les dades a Wikidata |

## fortificació
| imatge | Nom                 | Ubicat a    | instància de | Detalls | coordenades                                                           | Protecció | Commons (més fotos) | Dades a WD                    |
| ------ | ------------------- | ----------- | ------------ | ------- | --------------------------------------------------------------------- | --------- | ------------------- | ----------------------------- |
|        | Castell de Llúgols  | Rià i Cirac | fortificació |         | 42° 37′ 13″ N, 2° 22′ 30″ E / 42.620163°N,2.374894°E Llúgols 730 msnm |           |                     | Modifica les dades a Wikidata |
|        | Castell de Salabert | Rià i Cirac | fortificació |         | 42° 36′ 47″ N, 2° 23′ 15″ E / 42.612946°N,2.387382°E 425.7 msnm       |           |                     | Modifica les dades a Wikidata |

## municipi francès
| imatge | Nom   | Ubicat a                                          | instància de           | Detalls | coordenades                                                                         | Protecció | Commons (més fotos) | Dades a WD                    |
| ------ | ----- | ------------------------------------------------- | ---------------------- | ------- | ----------------------------------------------------------------------------------- | --------- | ------------------- | ----------------------------- |
|        | Cirac | Rià i Cirac Pirineus Orientals districte de Prada | municipi francès poble |         | 42° 36′ 17″ N, 2° 24′ 13″ E / 42.6048°N,2.4035°E Conflent 451.7 msnm                |           | Sirach              | Modifica les dades a Wikidata |
|        | Rià   | Rià i Cirac Pirineus Orientals                    | municipi francès       |         | 42° 36′ 31″ N, 2° 23′ 52″ E / 42.608733333333°N,2.3976611111111°E Conflent 405 msnm |           | Rià (Conflent)      | Modifica les dades a Wikidata |

## riu
| imatge | Nom       | Ubicat a             | instància de | Detalls                                                   | coordenades                                                                                              | Protecció | Commons (més fotos) | Dades a WD                    |
| ------ | --------- | -------------------- | ------------ | --------------------------------------------------------- | --- | --------- | ------------------- | ----------------------------- |
|        | El Callan | Conflent Rià i Cirac | riu          | Desemboca: Tet Llarg: 20.8km                              | 42° 36′ 51″ N, 2° 21′ 26″ E / 42.614172°N,2.357194°E 42° 36′ 59″ N, 2° 24′ 40″ E / 42.616264°N,2.41105°E |           | Caillan             | Modifica les dades a Wikidata |
|        | Tet       | Pirineus Orientals   | riu          | Desemboca: mar Mediterrània Llarg: 115.8km Conca: 1369km² | 42° 42′ 48″ N, 3° 02′ 23″ E / 42.713333333333°N,3.0397222222222°E                                        |           | Têt                 | Modifica les dades a Wikidata |

## Misc
| imatge | Nom                            | Ubicat a                                 | instància de                          | Detalls                     | coordenades                                                                                               | Protecció | Commons (més fotos)     | Dades a WD                    |
| ------ | ------------------------------ | ---------------------------------------- | ------------------------------------- | --------------------------- | --- | --------- | ----------------------- | ----------------------------- |
|        | Castell de Rià                 | Rià                                      | castell                               |                             | 42° 36′ 32″ N, 2° 23′ 48″ E / 42.608788°N,2.396742°E 426.3 msnm                                           |           | Castell de Rià          | Modifica les dades a Wikidata |
|        | Cim del Bastard                | Conat Rià i Cirac                        | muntanya                              |                             | 42° 35′ 54″ N, 2° 24′ 34″ E / 42.598397222222225°N,2.4095472222222223°E 542 msnm                          |           |                         | Modifica les dades a Wikidata |
|        | Estació de Rià                 | Rià i Cirac                              | estació de ferrocarril                |                             | 42° 36′ 12″ N, 2° 23′ 26″ E / 42.603422°N,2.390676°E 406 msnm                                             |           | Gare de Ria             | Modifica les dades a Wikidata |
|        | Llúgols                        | Rià i Cirac                              | poble                                 |                             | 42° 37′ 12″ N, 2° 22′ 33″ E / 42.619883333333°N,2.3758305555556°E Conflent 713.8 msnm                     |           |                         | Modifica les dades a Wikidata |
|        | casa de la vila de Rià i Cirac | Rià i Cirac                              | instal·lació Ús: seu del govern local |                             | 42° 36′ 28″ N, 2° 23′ 40″ E / 42.6078435059069°N,2.39451712005615°E fr:8 AV D EN CASSA, 66500 RIA-SIRACH  |           | Town hall of Ria-Sirach | Modifica les dades a Wikidata |
|        | el Merder                      | Cornellà de Conflent Rià i Cirac Codalet | curs d'aigua                          | Desemboca: Tet Llarg: 5.7km | 42° 35′ 09″ N, 2° 23′ 52″ E / 42.585714°N,2.397794°E 42° 36′ 33″ N, 2° 24′ 21″ E / 42.609092°N,2.405836°E |           |                         | Modifica les dades a Wikidata |